# Mitsubishi Zōsensho

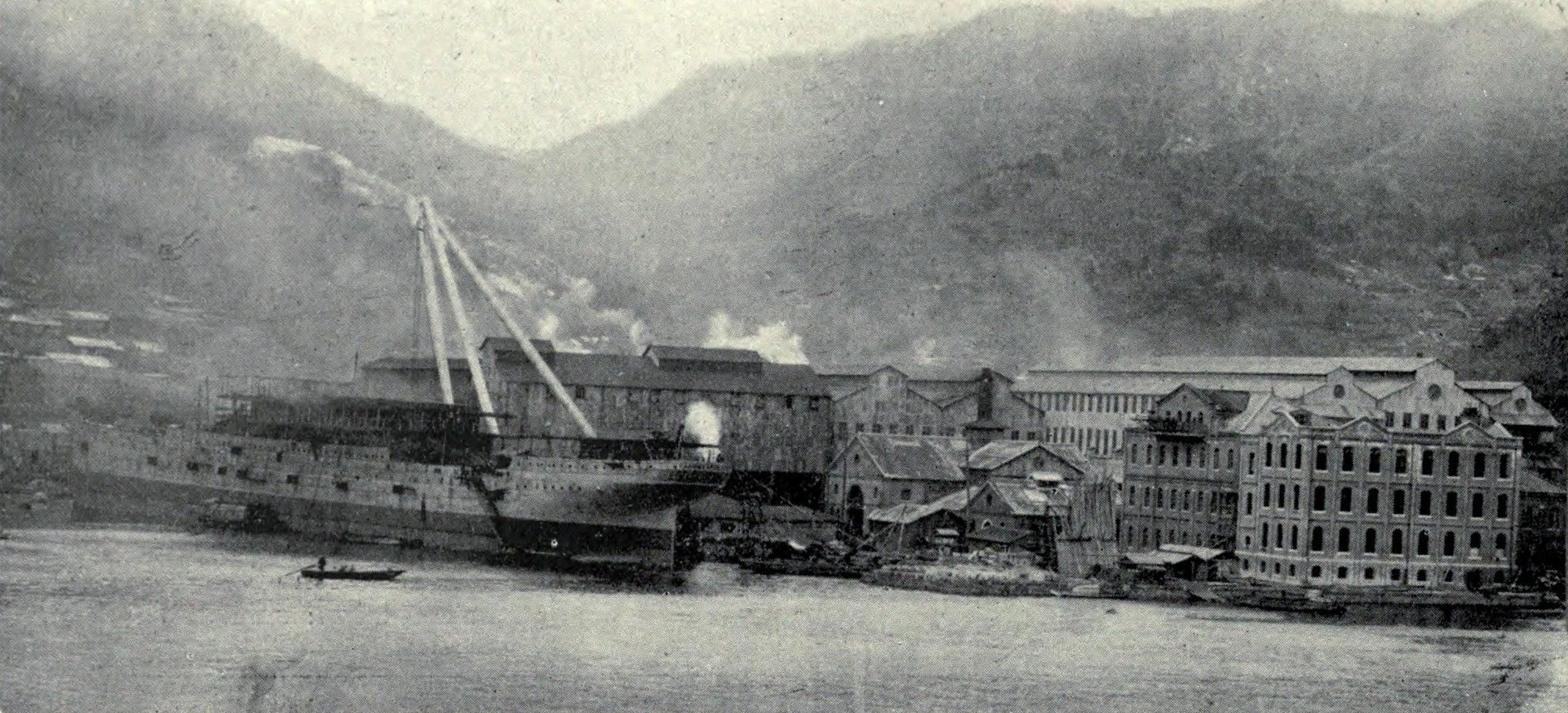
Mitsubishi Werft in Nagasaki ~1910

Die Mitsubishi Zōsensho (japanisch 三菱造船所 みつびしぞうせんしょ, deutsch ‚Mitsubishi Schiffbau‘) ist die Schiffbausparte von Mitsubishi Heavy Industries.

## Geschichte
Der Ursprung der Mitsubishi Schiffbau ist die „Nagasaki Yotetsusho Gießerei“, die im Jahre 1857 mit Hilfe von niederländischen Ingenieuren als erste Einrichtung in Japan zur Reparatur von Kriegsschiffen gegründet wurde. 1860 wurde aus der Gießerei eine Eisenhütte und im Jahre 1868 wurde die Eisenhütte von der Meiji-Regierung übernommen und 1871 in „Nagasaki Werft und Maschinenfabrik“ umbenannt. 1879 wurde das erste Trockendock errichtet und am 5. Juli 1884 leaste Mitsubishi die Werft von der Meiji-Regierung und kaufte sie im Jahre 1887.

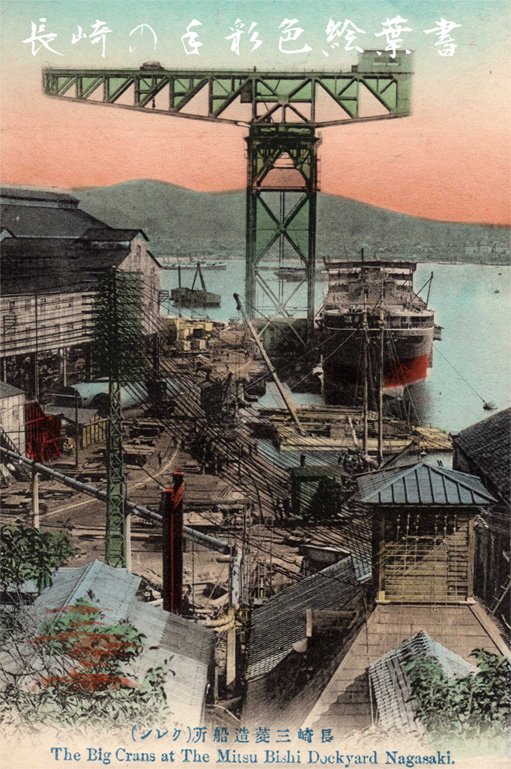
Mitsubishi Werft in Nagasaki ca. 1910

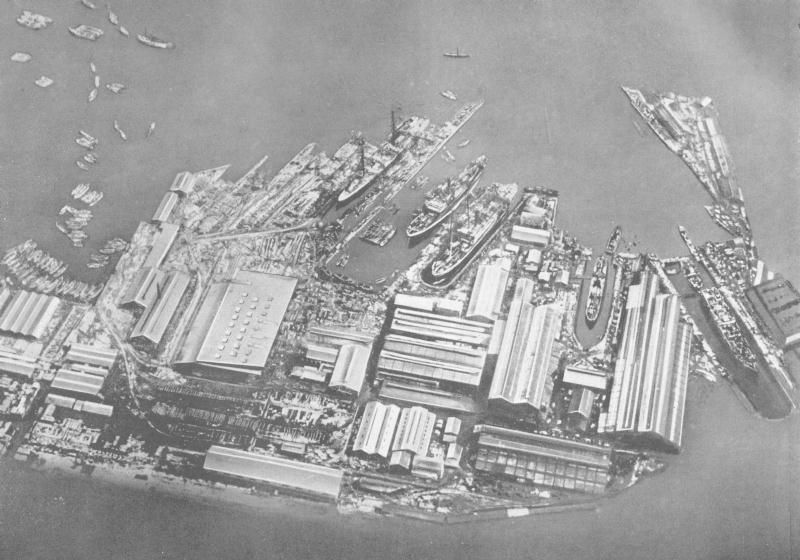
Werft in Yokohama 1935

1891 wurde in Yokohama die „Mitsubishi Heavy Industries – Yokohama Machinery Works“ als eigenständige Firma gegründet, begann 1896 mit Schiffsreparaturen und wurde bis 1899 durch die Errichtung zweier Trockendocks ausgebaut. 1893 wurde die Mitsubishi Aktiengesellschaft gegründet (三菱合資会社; ごうしかいしゃ; Mitsubishi Gōshikaisha), die im Jahre 1905 eine Schiffswerft in Kobe eröffnete. Im Jahre 1917 wurden die Werften in Nagasaki und Kobe zur Mitsubishi Shipbuilding Co.,Ltd. zusammengefasst, während Yokohama noch eigenständig blieb, aber auch Schiffsneubauten ausführte. 1934 wurde die „Shipbuilding“ in „Mitsubishi Heavy Industries“ umbenannt und 1935 fusionierte auch die Werft in Yokohama mit der neuen Firma. Damit waren die drei Werftstandorte in einer Firma zusammengefasst.

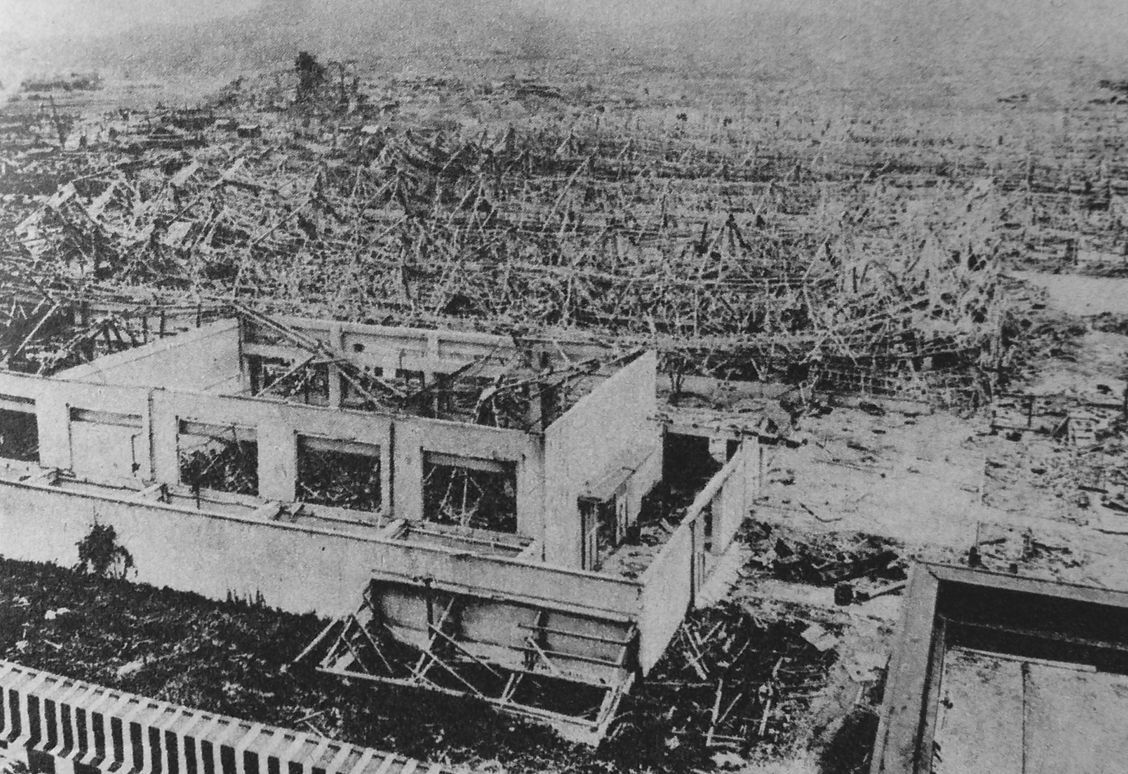
Ruine der Mitsubishi Werft in Nagasaki 1945

Nach dem Zweiten Weltkrieg wurden die Zerstörungen durch die alliierten Bombardements beseitigt und die Arbeit wurde wieder aufgenommen. Trotz des Atombombenabwurfs war die Werft in Nagasaki die erste wieder hergestellte Werft. Schon im Jahre 1949 besuchte Kaiser Hirohito sie, um sich vom Wiederaufbau zu überzeugen.
Im Jahre 1950 wurde die „Mitsubishi Heavy Industries“ in drei Firmen aufgeteilt, Kriterium war der Standort, so entstand die „West Japan Heavy Industries“ mit den Standorten Nagasaki, Shimonoseki und Hiroshima, „Central Japan Heavy Industries“ am Standort Kobe und „East Japan Heavy Industries“ in Yokohama. 1952 wurden die drei Firmen in „Mitsubishi Shipbuilding & Engineering Co. Ltd.“, „Shin Mitsubishi Heavy-Industries, Ltd.“ und „Mitsubishi Nippon Heavy-Industries, Ltd.“ umbenannt. 1964 wurden die drei unabhängigen, dezentralisierten Firmen wieder vereinigt und weiteten ihre Geschäftsbereiche aus, nicht mehr nur Schiffe, wie das Kreuzfahrtschiff Crystal Harmony und Schiffe für die Japanischen Maritime Selbstverteidigungsstreitkräfte wurden gebaut, sondern auch Dieselmotoren und andere Bestandteile für Schiffe wurden und werden gefertigt. Außerdem werden auch die Bereiche Wind- und Sonnenenergie bedient, auch alles, was mit Metallbau zu tun hat bis hin zum Bau von Stahlbrücken.

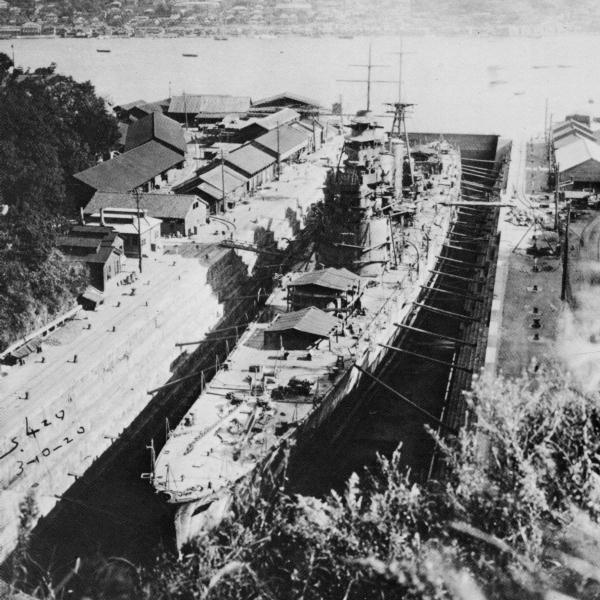
Schwerer Kreuzer Haguro 1928 auf der Mitsubishi Werft in Nagasaki

## Gebaute Schiffe
(Auswahl – bis 1945)
| Name                               | Kiellegung        | Stapellauf         | Indienststellung   | Besonderheiten                                        |
| Schlachtschiffe                    | Schlachtschiffe   | Schlachtschiffe    | Schlachtschiffe    | Schlachtschiffe                                       |
| ---------------------------------- | ----------------- | ------------------ | ------------------ | ----------------------------------------------------- |
| Kirishima (霧島)                   | 17. März 1912     | 1. Dezember 1913   | 19. April 1915     |                                                       |
| Hyūga (日向)                       | 5. Mai 1915       | 27. Januar 1917    | 30. April 1918     |                                                       |
| Tosa (土佐)                        | –                 | –                  | –                  | nicht fertiggestellt                                  |
| Takao (高雄)                       | –                 | –                  | –                  | nicht fertiggestellt                                  |
| Musashi (武蔵)                     | 29. März 1938     | 1. November 1940   | 5. August 1942     |                                                       |
| Flugzeugträger                     |                   |                    |                    |                                                       |
| Chūyō (冲鷹)                       | 9. Mai 1938       | 20. Mai 1939       | 23. März 1940      | als Geleitflugzeugträger 25. November 1942 im Dienst  |
| Taiyō (大鷹)                       | 6. Januar 1940    | 19. September 1940 | 1940               | als Geleitflugzeugträger 15. September 1941 im Dienst |
| Un’yō (雲鷹)                       | 14. Dezember 1938 | 31. Oktober 1939   | Juli 1940          | als Geleitflugzeugträger 31. Mai 1942 im Dienst       |
| Jun’yō (隼鷹)                      | 20. März 1939     | 26. Juni 1941      | 3. Mai 1942        |                                                       |
| Kaiyō (海鷹)                       | 5. Februar 1938   | 9. Dezember 1938   | 31. Mai 1939       | als Geleitflugzeugträger 23. November 1943 im Dienst  |
| Amagi (天城)                       | 1. Oktober 1942   | 15. Oktober 1943   | 10. August 1944    |                                                       |
| Kasagi (笠置)                      | –                 | –                  | –                  | nicht fertiggestellt                                  |
| Yamashio Maru (山汐丸)             | 10. Juli 1944     | 14. November 1944  | 27. Januar 1945    |                                                       |
| Schwere Kreuzer                    |                   |                    |                    |                                                       |
| Furutaka (古鷹)                    | 5. Dezember 1922  | 25. Februar 1925   | 31. März 1926      |                                                       |
| Aoba (青葉)                        | 4. Februar 1924   | 25. September 1926 | 20. September 1927 |                                                       |
| Haguro (羽黒)                      | 16. März 1925     | 24. März 1928      | 25. April 1929     |                                                       |
| Chōkai (鳥海)                      | 26. März 1928     | 5. April 1931      | 30. Juni 1932      |                                                       |
| Mikuma (三隈)                      | 24. Dezember 1931 | 31. Mai 1934       | 29. August 1935    |                                                       |
| Tone (利根)                        | 1. Dezember 1934  | 21. November 1937  | 20. November 1938  |                                                       |
| Chikuma (筑摩)                     | 1. Oktober 1935   | 19. März 1938      | 20. Mai 1939       |                                                       |
| Leichte Kreuzer                    |                   |                    |                    |                                                       |
| Katori (香取)                      | 28. August 1938   | 17. Juni 1939      | 20. April 1940     |                                                       |
| Kashima (鹿島)                     | 6. Oktober 1938   | 25. September 1939 | 31. Mai 1940       |                                                       |
| Kashii (香椎)                      | 4. Oktober 1939   | 15. Oktober 1940   | 15. Juli 1941      |                                                       |
| Kashihara (橿原)                   | 23. August 1941   | –                  | –                  | Baustopp am 6. November 1941 – später abgewrackt      |
| Zerstörer                          |                   |                    |                    |                                                       |
| Sawakaze (澤風)                    | 7. Januar 1918    | 7. Januar 1919     | 16. März 1920      |                                                       |
| Yakaze (矢風)                      | 15. Juli 1918     | 10. April 1920     | 19. Juli 1920      |                                                       |
| Hakaze (羽風)                      | 11. November 1918 | 21. Juni 1920      | 16. September 1920 |                                                       |
| Akikaze (秋風)                     | 7. Juni 1920      | 14. Dezember 1920  | 1. April 1921      |                                                       |
| Yūkaze (夕風)                      | 14. Dezember 1920 | 28. April 1921     | 24. August 1921    |                                                       |
| Kamikaze (神風)                    | 15. Dezember 1921 | 25. September 1922 | 19. Dezember 1922  |                                                       |
| Asakaze (朝風)                     | 16. Februar 1922  | 8. Dezember 1922   | 16. Juni 1923      |                                                       |
| Teruzuki (照月)                    | 13. November 1940 | 21. November 1941  | 31. August 1942    |                                                       |
| Suzutsuki (涼月)                   | 15. März 1941     | 3. März 1942       | 29. Dezember 1942  |                                                       |
| Niizuki (新月)                     | 8. Dezember 1941  | 29. Juni 1942      | 31. März 1943      |                                                       |
| Wakatsuki (若月)                   | 9. März 1942      | 24. November 1942  | 31. Mai 1943       |                                                       |
| Shimotsuki (霜月)                  | 6. Juli 1942      | 7. April 1943      | 31. März 1944      |                                                       |
| Unterseeboote                      |                   |                    |                    |                                                       |
| RO 57 – RO 59                      | –                 | 1921–1922          | -                  |                                                       |
| RO 60 – RO 68                      | –                 | 1922–1925          | -                  |                                                       |
| I 61 + I 62                        | –                 | 1927 + 1929        | -                  |                                                       |
| I 67                               | –                 | 1931               | -                  |                                                       |
| I 169 + I 172                      | –                 | 1934 + 1935        | -                  |                                                       |
| RO 34                              | –                 | 1935               | -                  |                                                       |
| I 175                              | –                 | 1936               | -                  |                                                       |
| I 20                               | –                 | 1939               | -                  |                                                       |
| I 19, I 25, I 28, I 33, I 35       | –                 | 1939–1941          | -                  |                                                       |
| Ro 35 – RO 38, Ro 40, RO 45, RO 48 | –                 | 1942–1943          | -                  |                                                       |
| I 362, I 364, I 366, I 370         | –                 | 1943–1944          | -                  |                                                       |
| Ha 102, Ha 105, Ha 109             | –                 | 1944–1945          | -                  |                                                       |